# Bergs klätt
Bergs klätt är ett naturreservat i Arvika kommun i Värmland.
Naturreservatet avsattes 1976 och är 110 hektar stort. Det ligger mellan Jössefors och Sulvik 10 km väster om Arvika. Området är södra delen av en stor udde i norra delen av Glafsfjorden. Där finns jordbruksmark med rester av tidigare bosättningar och brukning. Där finns även skog och höjder med branta sluttningar. Från klättens högsta punkt, 45 meter över Glafsfjordens yta, har man en vidsträckt utsikt över vattnet.
Klockgentiana, strandviol, krussilja, lövbinda och vattenblink växer inom reservatets gränser.
Bergs klätt har en rik fågelfauna. Där kan man se hornuggla, tornfalk, grönsångare, nötkråka och härmsångare. 
Inom reservatets område finns flera fornlämningar. Dessa består av en hällkista från stenåldern samt rösen och ett rösegravfält från bronsåldern. Rösena ligger i flera små grupper på klättens krön och på avsatser i sluttningen ner mot vattnet.
Området ingår i EU:s ekologiska nätverk av skyddade områden, Natura 2000.

## Bilder

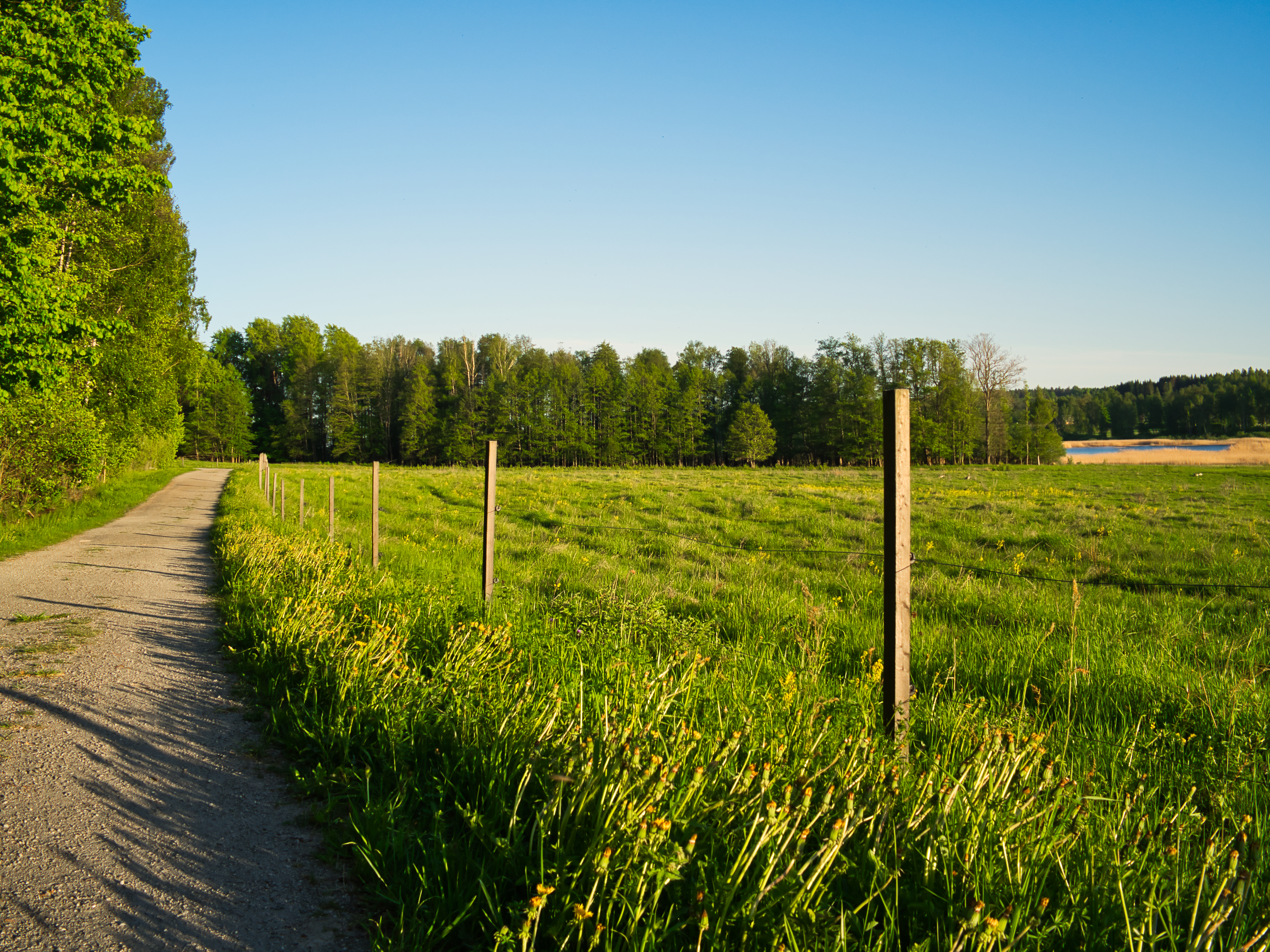
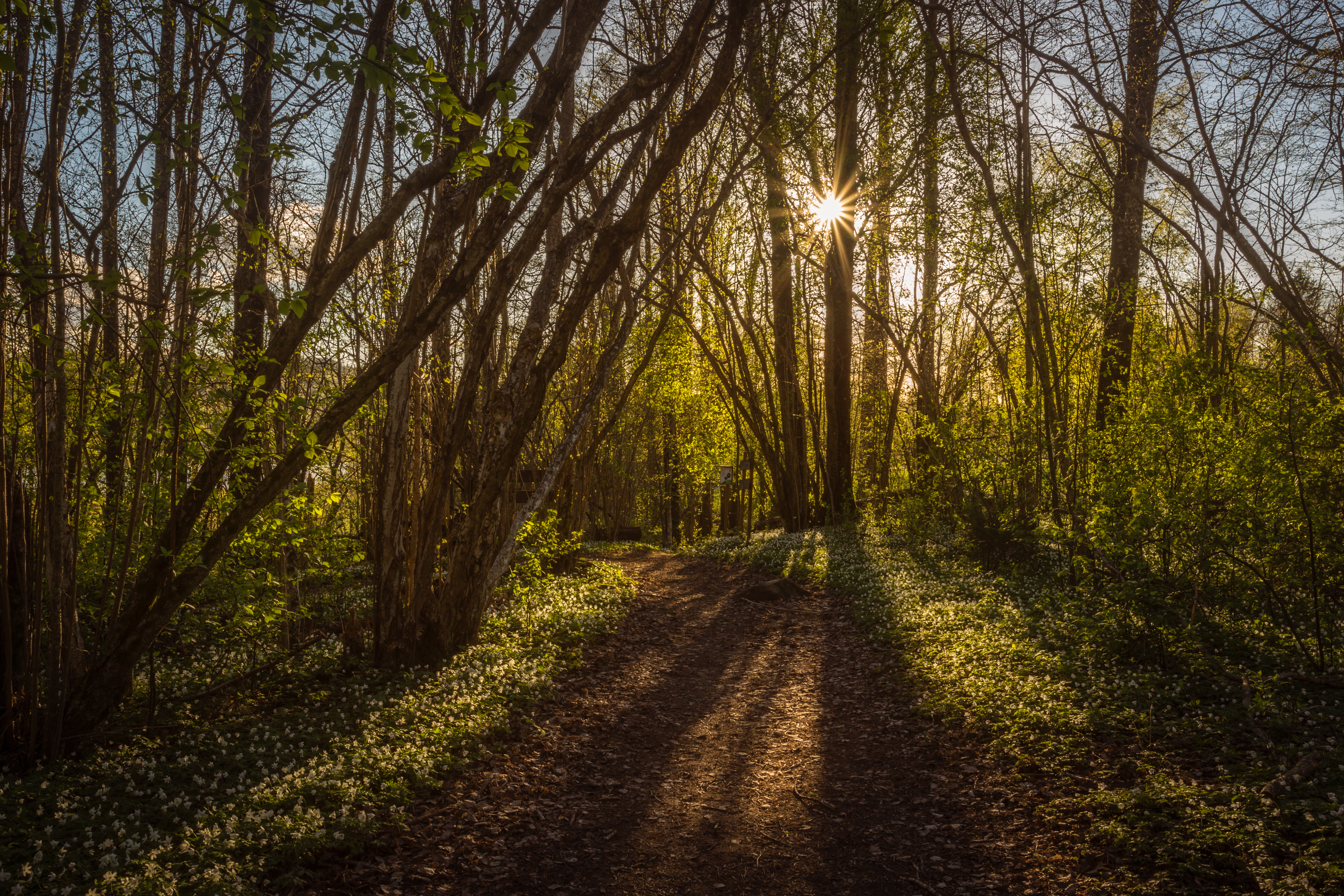
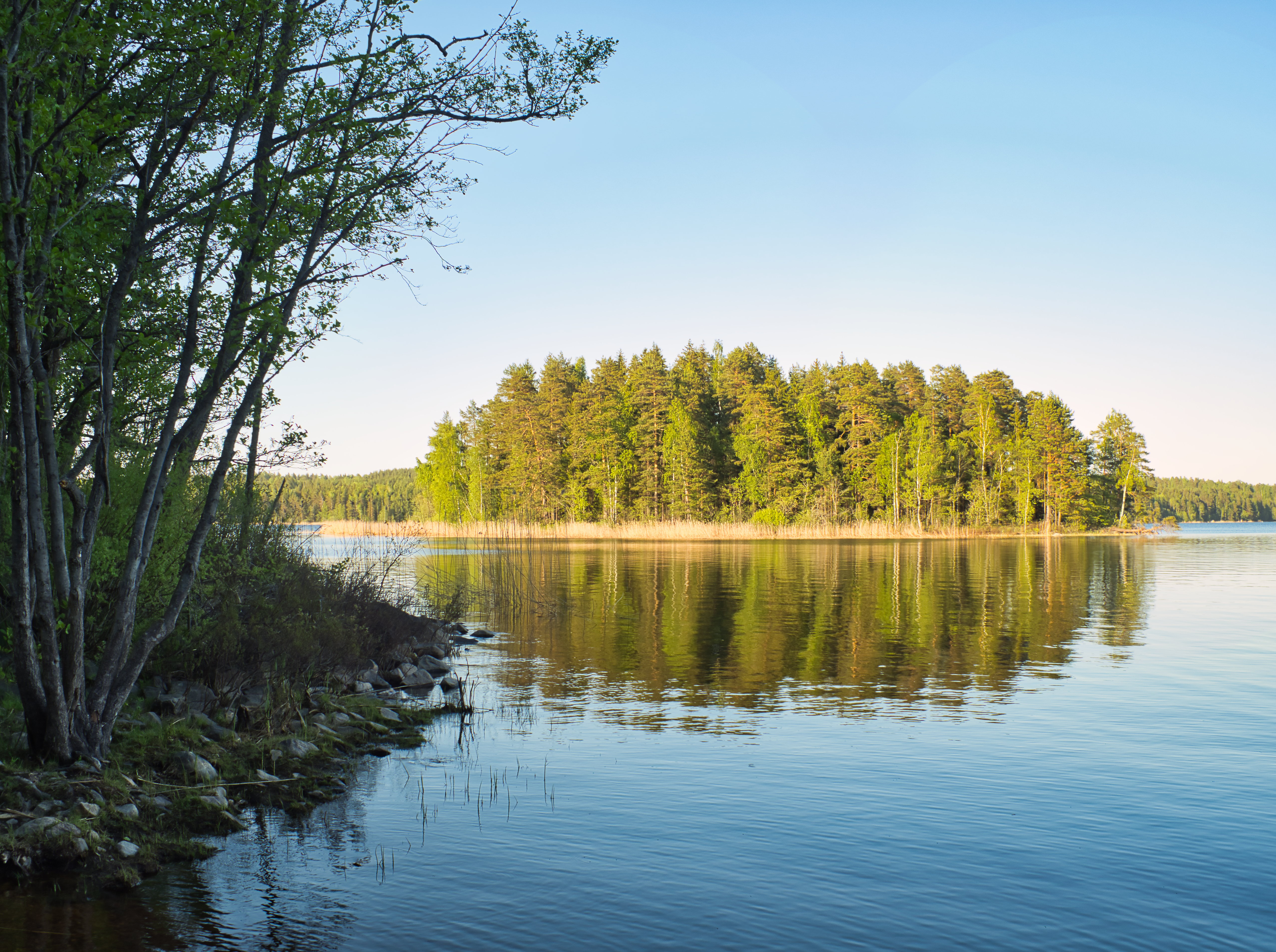